# The Ruts
The Ruts (littéralement « les ornières ») est un groupe de punk rock britannique, originaire de Londres en Angleterre. The Ruts s'inspire des groupes punks et de la scène reggae.

## Historique

### Années 1970
Le premier 45 tours du groupe est sur le label People Unite de Misty In Roots, groupe reggae/dub managé par un activiste reggae du quartier londonien de Southall, Clarence Baker.
Après quelques 45 tours et une implication importante dans les festivals « Rock Against Racism », le groupe sort un album culte en 1979, The Crack, cette fois sous le label Virgin Records. Leurs morceaux les plus célèbres sont Jah War et Babylon's Burning, sortis en 1979.
Le décès du chanteur Malcolm Owen le 14 juillet 1980 d'une overdose d'héroïne met fin à la carrière du groupe qui, malgré une poignée de singles, un album posthume (composé de singles et prises live) intitulé Grin & Bear It et un album principalement instrumental et dub publié sous le nom de Ruts DC, disparaît de la scène, non sans laisser son empreinte sur les musiques métissées qui se développent dans les années 1980 (Bad Brains, Fishbone, par exemple).

### Années 1980
Le 11 février 1980, le groupe revient à la BBC pour une troisième session chez John Peel – Demolition Dancing et Secret Soldiers. À cette période, Malcolm Owen souffre de problèmes de santé ; un mélange de problèmes de gorge et d'addiction à l'héroïne. Une tournée britannique, Back to Blighty est effectuée, mais un certain nombre de dates est annulé à cause de la santé d'Owen. Le dernier concert des Ruts se fait avec Malcolm au Plymouth Polytechnic le 26 février 1980. Le 27 mars 1980, The Ruts publie son cinquième single, Staring at the Rude Boys. Il est suivi d'une autre chanson reggae, Love in Vain. Il atteint la 22e place de l'UK Singles Chart. Staring at the Rude Boys est repris par le groupe de punk hardcore Dag Nasty en 1987, et par Gallows en 2007.
Malcolm Owen est retrouvé mort d'une surdose d'héroïne dans la salle de bain chez ses parents à Hayes, le 14 juillet 1980, à l'âge de 26 ans. La chanson H-Eyes, la face B de leur premier single In a Rut, est justement une chanson contre l'usage de l'héroïne, et deux autres chansons, Dope for Guns de l'album The Crack et Love in Vein, sont des chansons anti-drogues.
Le 22 août 1980 sort leur sixième et dernier single, West One (Shine on Me). Virgin publie un second album plus tard en 1980, une compilation de singles, démos et chansons live intitulée Grin and Bear It. Les trois chansons live – S.U.S., Babylon's Burning et Society sont enregistrées pour Chorus, une émission de télévision française, en janvier de la même année. En 1981, ils s'associent avec Valérie Lagrange pour son album Chez moi.
Le groupe continue sous le nom de Ruts D.C. dans une différente veine musicale. Ils publient deux albums, Animal Now (mai 1981 chez Virgin) et Rhythm Collision (juillet 1982 chez Bohemian Records), ce dernier en collaboration avec Mad Professor. Ruts D.C. sépare en 1983. En 1987, Dojo Records et Castle Communications publient RUTS LIVE, un album de onze chansons publié par Link Communications (DOJO LP52). En 1987, le label Strange Fruit collecte trois sessions de la Radio One pour publier l'album The Peel Session Album: The Ruts.

### Retour (depuis 2007)
Le 16 juillet 2007, le groupe se reforme pour la première fois en 27 ans, et organisent un concert au bénéfice de Fox, qui a été diagnostiqué d'un cancer des poumons. Henry Rollins s'y produit, ainsi que Tom Robinson, The Damned, Misty in Roots, UK Subs, Splodge (Splodgenessabounds), John Otway ; et le Peafish House Band qui fait participer Lee Harris, (The Blockheads), Tony Barber (Buzzcocks) et Rowland Rivron, plus Edward Tudor-Pole et T. V. Smith. Fox meurt le 21 octobre la même année, à 56 ans.
Le 25 janvier 2008, Henry Rollins présente The Gig, un court-métrage au Shepherd's Bush Empire. En juin 2008, une autre compilation, Original Punks, est publiée par Music Club Deluxe au Royaume-Uni. En décembre 2008, John « Segs » Jennings et Dave Ruffy reviennent aux Ariwa Studios sous le nom de Ruts DC pour enregistrer de nouvelles chansons avec Neil « Mad Professor » Fraser. Le projet, intitulé Rhythm Collision Vol. 2, est mixé à Brighton par Mike « Prince Fatty » Pelanconi et est publié en 2013. Le groupe recrute Leigh Heggarty à la guitare, Seamus Beaghan et Molara au chant et aux percussions, puis effectuent quelques dates britanniques avec Alabama 3 en novembre et décembre 2011. Le groupe joue aussi au Rebellion Festival en août 2012, à l'Empress Ballroom de Blackpool, Lancashire, avec Rancid, Buzzcocks, Goldblade, Social Distortion, Public Image Ltd et Anti-Pasti.

## Discographie

### Singles
- 1979 : In a Rut / H-Eyes (People Unite)
- 1979 : Jah War / I ain't Sophisticated (Virgin)
- 1979 : Something That I Said / Give Youth a Chance (Virgin)
- 1979 : Babylon's Buring / Society (Virgin)
- 1980 : Staring at the Rude Boys / Love in Vain (Virgin)
- 1980 : West One (Shine on Me) / The Crack (Virgin)
- 1981 : The Ruts D.C. — Different View / Formula Eyes
- 1982 : The Ruts D.C. — Whatever We Do / Push Yourself – Make It Work
- 1983 : The Ruts D.C. — Weak Heart / Militant / Accusation
- 1983 : The Ruts D.C. — Stepping Bondage / Lobotomy / Rich Bitch
- 1983 : Four Tracks EP (Virgin)
- 1983 : Stepping Bondage (Bohemian)
- 1986 : The Peel Session (Strange Fruit)